# Greenhill (Durham)
Greenhill – wieś w Anglii, w hrabstwie Durham. Leży 13 km na wschód od miasta Durham i 377 km na północ od Londynu.